# SparkFun Electronics
SparkFun Electronics (parfois connu sous son abréviation, SFE) est un détaillant de composants électroniques basé à Boulder, dans le Colorado, aux États-Unis. Il confectionne et vend des cartes de développement de microcontrôleur et des circuits imprimés.

## Histoire
SparkfunElectronics a été fondé en 2003 par Nathan Seidle. Ses premiers produits étaient le circuit imprimé Olimex. Le nom 'SparkFun' vient du fait que l'un des fondateurs était en train de tester une carte de développement et qu'une gerbe d'étincelles (sparks, en anglais) a jailli. 'Fun' quant à lui vient de l'objectif d'enseigner l'électronique. En janvier 2011, un département dédié à l'éducation a été formé pour se rapprocher des écoles locales, des hackerspaces et des événements.

## Matériel libre
Durant le sommet du matériel libre octobre 2010, SparkFun était l'un des contributeurs en établissant la première définition du OSHW (Open-Source HardWare),.
Tous les produits conçus et produits par SparkFun sont distribués en tant que matériel libre, avec leurs schémas, design Eagle et datasheet sur la page associée. Les images sont fournies sous les termes de la Creative Commons BY-NC-SA 3.0.

## Concours

### Antimov
Un concours basé sur la violation de la seconde et troisième lois de la robotique, où un robot totalement automatisé devait s'autodétruire après avoir interagi avec des accessoires et objets,.

### Autonomous Vehicle Challenge
Le Challenge Véhicule autonome est un concours annuel organisé par SparkFun. L'objectif est de construire un véhicule autonome qui peut suivre un parcours sans intervention humaine. Les véhicules volants ont été autorisés jusqu'en 2012,.

## Projets
SparkFun est devenu l'un des fournisseurs favoris de la communauté du do it yourself, en particulier la communauté Arduino. Ceci est dû en particulier au fait que, contrairement à ses concurrents plus professionnels, tels que Farnell, SparkFun ne fournit pas de composants isolés, mais des cartes totalement fonctionnelles prêtes à être intégrées à d'autres projets. La page du matériel est en outre souvent agrémentée de liens vers des tutoriels.

Même si SFE vend des produits d'autres fabricants, SparkFun produit et vend certains de ses propres produits, nous pouvons citer entre autres :
- The Port-o-Rotary phone[12]
- Picture Frame Tetris[13]
- Giant NES controller